# Antoine Arnauld

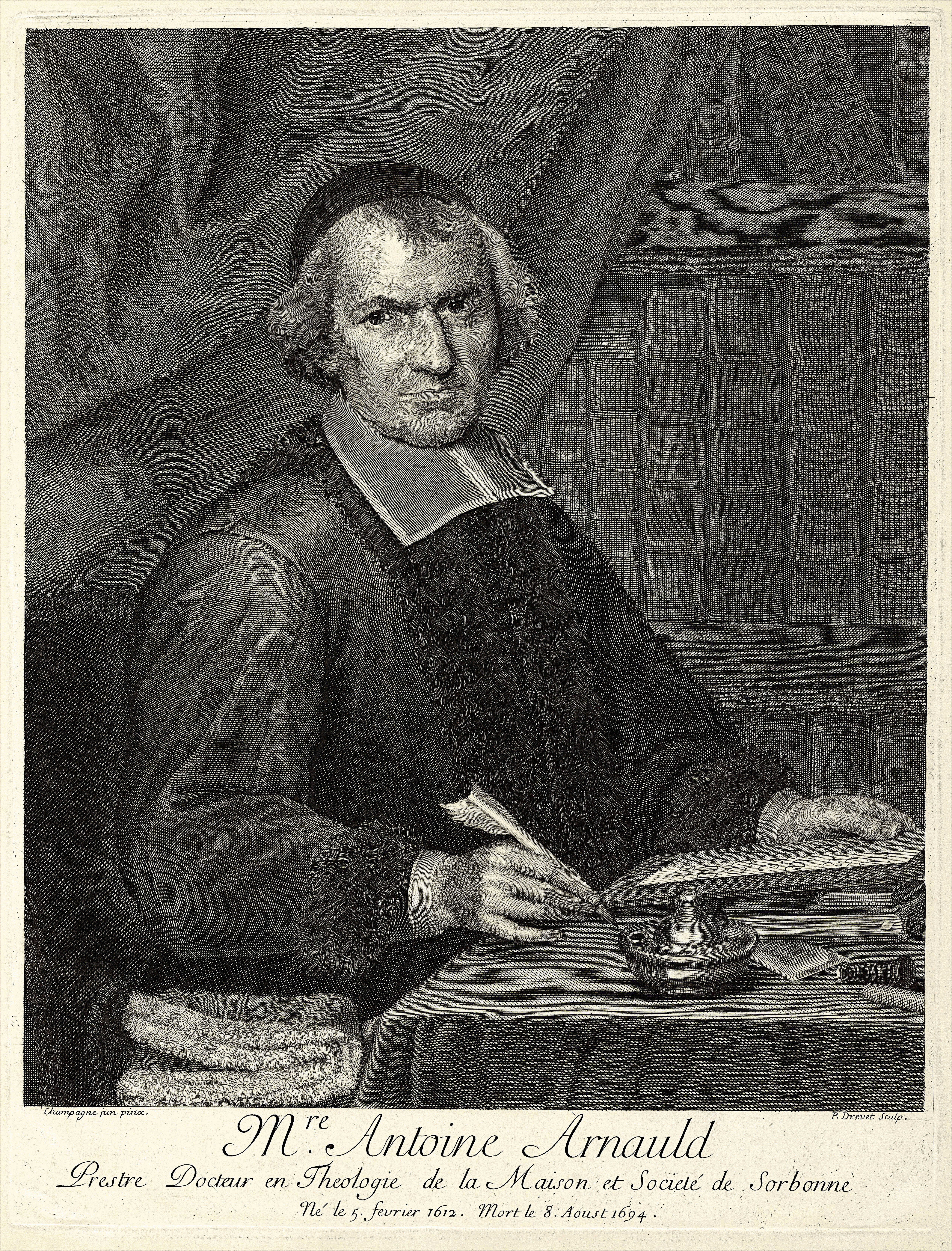
Antoine Arnauld

Antoine Arnauld, wym. /ɑ̃twan aʁnoː/ (ur. 6 lutego 1612 w Paryżu, zm. 6 sierpnia 1694 w Brukseli) – francuski teolog, doktor Sorbony, jeden z głównych przedstawicieli jansenizmu, zwolennik kartezjanizmu.
Pod wpływem Saint-Cyrana przyjął najbardziej rygorystyczne tezy augustynizmu dotyczące łaski, a po śmierci Janseniusza stał się głównym obrońcą jego poglądów. Za sprawą jezuitów w 1656 został wydalony z Sorbony ponosząc w ten sposób karę za obronę potępionych tez Augustinusa. Wycofał się wówczas z życia publicznego i spędził jakiś czas w odosobnieniu tworząc dokumentację do Prowincjałek Pascala, a następnie związał się trwale z Port-Royal, w którym ksienią była jego siostra Angélique. W czasie prześladowań, które dotknęło jansenistów (1679) uciekł do Flandrii, a potem do Niderlandów. Główne jego dzieła to: O częstej komunii (1643), Apologia Ojców (1651), List Doktora Sorbony (1655), oraz Logika Port-Royal (1662), gdzie formuje swoje poglądy na temat pięciu zdań Janseniusza. Pozostałe jego pisma dotyczyły głównie zwalczania protestantyzmu.
Arnauld zapisał się w historii znaczącymi osiągnięciami w logice i historii języka (język logiczny).